# Jordanstraße 5, Schneidersgarten 2

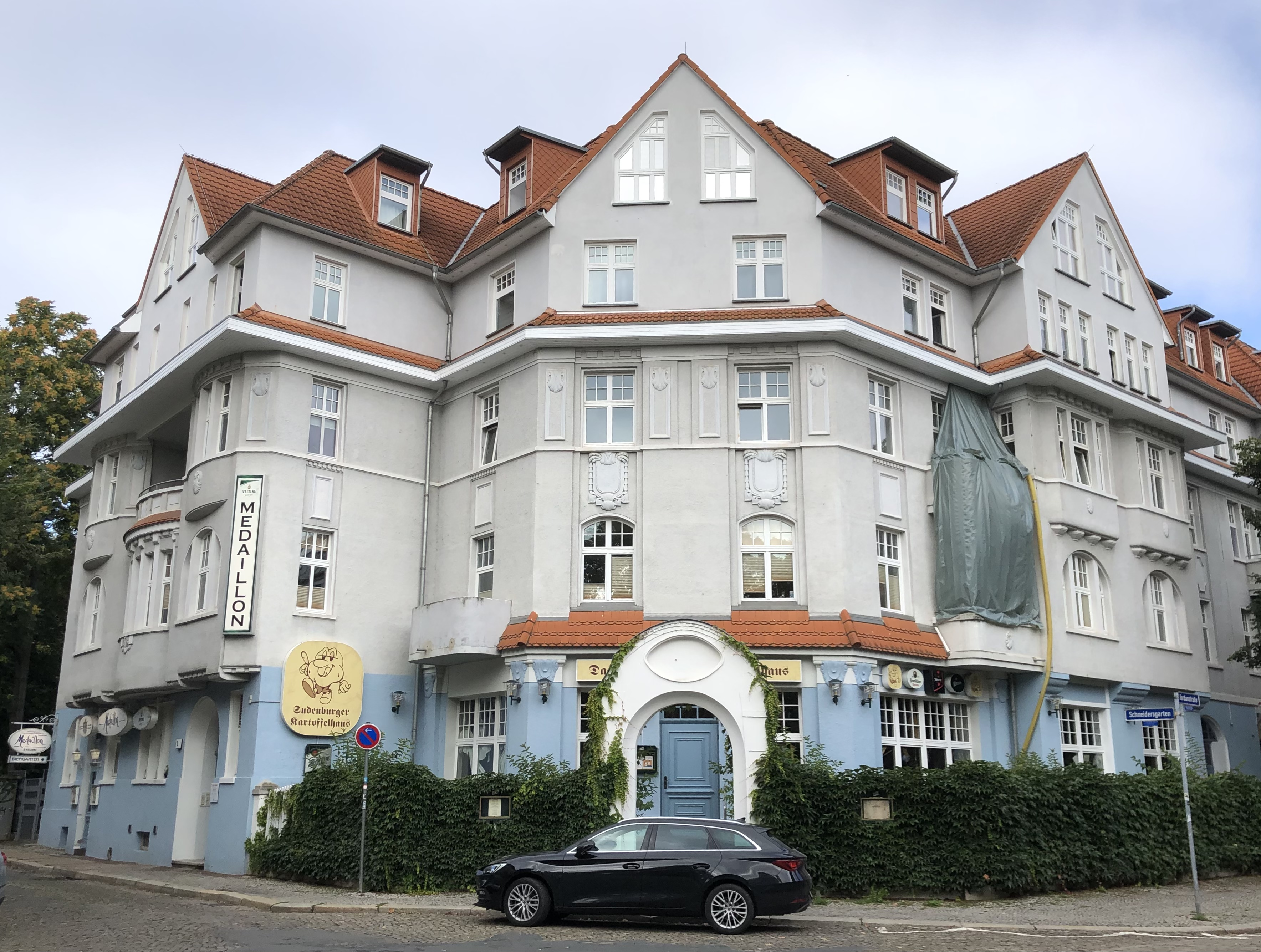
Haus Jordanstraße 5, Schneidersgarten 2 im Jahr 2021

Jordanstraße 5, Schneidersgarten 2 ist ein denkmalgeschütztes Wohn- und Geschäftshaus im Magdeburger Stadtteil Sudenburg in Sachsen-Anhalt.

## Lage
Das Gebäude befindet sich in der Siedlung Schneidersgarten in einer markanten, das Straßenbild prägenden Ecklage nördlich der Straße Schneidersgarten an der Einmündung auf die östlich gelegene Jordanstraße. Nördlich grenzt das gleichfalls denkmalgeschützte Haus Jordanstraße 7 an.

## Architektur und Geschichte
Das viergeschossige mit Rauputz verputzte Haus wurde im Jahr 1911 vom Architekten Conrad Raufer für den Bauherren Gustav Zierau errichtet. Eine andere Angabe nennt das Jahr 1910. Die Fassaden sind im Jugendstil mit neobarocken Formen und für die Bauzeit typischen Schmuckelementen gestaltet und verfügen über vielfältige Architekturelemente wie Erker, Balkone und ein Portalvorbau. Die Gebäudekanten sind jeweils abgerundet. Oberhalb des zweiten Obergeschosses befindet sich ein mit Dachziegeln versehenes Gesims. Auf beiden Fassadenseiten und zur Ecke hin bestehen jeweils große Giebel. 
Dem Gebäude ist zur Ecklage hin ein Vorgarten vorgelagert, der durch eine Mauer samt Torbogen abgegrenzt ist. 1995 wurden dort zum damaligen Zeitpunkt wachsende Rotdornbäume als unter Naturschutz stehend bezeichnet.
Das Haus diente gehobenen Wohnansprüchen. Jede Wohnung hatte mehrere Zimmer, Mädchenkammern und getrennte Räume für Toilette und Bad. Im Erdgeschoss des Hauses wurden Räume für die Gastronomie eingerichtet. So bestand hier lange das bekannte Park Cafe. Noch in den 1990er Jahren befand sich in einem Oval oberhalb des zur Ecke ausgerichteten Torbogens der verwitterte Schriftzug Park Kaffee. 1945 wurde bei den Kämpfen um die Stadt Magdeburg in den letzten Tagen des Zweiten Weltkriegs das Haus durch Granatbeschuss beschädigt. Im Inneren stürzten Wände ein. In der Nachkriegszeit wurden die Schäden beseitigt.
In der Zeit von 1994 bis 1996 erfolgte eine umfassende Sanierung des Gebäudes, zugleich wurde der Dachbereich verändert. Auf der Südseite und zur Ecke hin wurden Dreiecksgiebel gesetzt, es entstand ein viertes Geschoss oberhalb des Gesims und Dachgauben.
Für den nördlich anschließenden Teil Jordanstraße 5 beantragt Gustav Zierau am 16. November 1911 die Baugenehmigung. Es entstand ein dreigeschossiger Bau mit gehobenen Drei- und Vierzimmerwohnungen. Auch hier bestanden Mädchenkammern, Küche, Toilette und Bad. Statt der üblichen Holzbalkendecken wurden Steg-Zementdielen eingesetzt. Zum Haus gehört ein nach Westen in Richtung des Parks Schneidersgarten weisender Seitenflügel. Zum Park hin bestehen Balkone, nach Osten zur Straße hin wurde Loggien angeordnet.
Im örtlichen Denkmalverzeichnis ist das Wohn- und Geschäftshaus unter der Erfassungsnummer 094 82110 als Baudenkmal verzeichnet. Vermutlich versehentlich wurde das Haus darüber hinaus auch unter der Adresse Schneidersgarten 2 mit der Erfassungsnummer 094 76810 als Wohnhaus geführt.
Das Haus gilt als Beispiel für gehobene Wohnbebauung aus der Zeit vor dem Ersten Weltkrieg. Zeitweise wurde das Eckgebäude abweichend von der heutigen Adressierung Schneidersgarten 2 als Jordanstraße 3 geführt.